# 劉冠軍 (1955年)

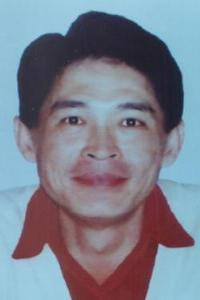
投敵嫌犯劉冠軍通緝照

劉冠軍（1955年—），中華民國陸軍上校，曾任中華民國國家安全局出納組組長。於2000年侵吞公款與機密資料後潛逃國外，中華民國國家安全局懷疑他逃到加拿大。目前行蹤不明，現正遭通緝中。

## 生平
當時中華民國在兩蔣時代，在國安局名下的各種秘密預算可經由總統直接批准後動用；但對於這些經費動支都欠缺法律規範與帳目查核。李登輝執政期間，將國安局各項秘密預算集中並加以法制化，形成「奉天專案」等計劃帳戶。「奉天專案」是國安局編列專供元首使用的秘密費用。國安局在奉天專案下再編列以學術合作支援外圍單位的「當陽專案」以及對美日外交的「明德專案」等。
劉冠軍任職國家安全局出納組組長期間，負責管理秘密情報活動「奉天」與「當陽」等的經費。他卻利用職務之便侵吞了相關經費，金額估計為新台幣1.9億元，除了在台灣購置房地產與股票外，也匯至國外進行洗錢。
2000年8月，劉冠軍在世華銀行開戶，存入新台幣970萬元現金，引起法務部調查局洗錢防制中心的注意。經過調查，法務部調查局認為劉冠軍的財產來源極為可疑，準備展開逮捕。9月3日，劉冠軍利用情報管道潛逃出境。10月26日，《明日報》頭版頭條引用匿名消息來源，獨家報導劉冠軍已確定於9月3日持有效的「第三本護照」從中正國際機場出境，並稱這本護照「極可能是」外交部交由國家安全局管制的工作護照，質疑國家安全局高層涉嫌包庇劉冠軍。劉冠軍一度出現在上海機場，被懷疑逃到中國大陸，但後來又通過美加邊境。國家安全局認為他潛逃至加拿大，現在美國與加拿大之間居住。
2021年5月6日國安局表示根據情資發現其涉「投敵罪」等罪嫌，因此依法向台灣高等檢察署告發。2000年劉冠軍潛逃中國大陸，國安局近期根據情蒐，當年出境即將「奉天」、「當陽」與「明德」等三專案機密文件交給中共，嚴重危害國安，顯已叛國，2021年2月再增列「投敵」等罪函送，高檢署4月發布通緝。

## 家庭
其妻孟雯華。其父親為前中華民國憲兵司令孟述美。
2000年，在劉冠軍離境後，與其兒女，攜帶40萬美金旅行支票離境。被依照涉嫌隱匿貪污所得及洗錢罪嫌發佈通緝。2013年，因追訴期滿，依法不起訴。